# تشارلز ر. برايتون
تشارلز ر. برايتون هو عضو مجموعة ضغط وسياسي أمريكي، ولد في 16 أغسطس 1840 في Apponaug, Rhode Island ‏ في الولايات المتحدة، وتوفي في 23 سبتمبر 1910 في بروفيدنس في الولايات المتحدة بسبب السكري. نشط حزبياً في الحزب الجمهوري.